# Stuttgart Open
Stuttgart Open, de asemenea, cunoscut sub numele său sponsorizat Porsche Tennis Grand Prix,
este un turneu de tenis feminin care are loc la Stuttgart, Germania (până în 2005, în Filderstadt, o suburbie din sudul orașului Stuttgart). Desfășurat din 1978, turneul este cel mai vechi turneu feminin din Europa care se joacă în interior. Evenimentul a făcut parte din categoria a doua din 1990 până în 2008 și începând din 2009 devenit un turneu Premier în Turul WTA. Campioana la simplu primește premii în bani și o mașină sport Porsche. Până în 2008 turneul s-a jucat pe terenuri cu suprafață dură. Din 2009, se joacă pe teren de zgură, primăvara, ca un turneu de încălzire pentru French Open.

## Rezultate

### Simplu
| An   | Campioană                              | Finalistă                              | Scor                                   |
| ---- | -------------------------------------- | -------------------------------------- | -------------------------------------- |
| 1978 | Tracy Austin                           | Betty Stöve                            | 6–3, 6–3                               |
| 1979 | Tracy Austin (2)                       | Martina Navratilova                    | 6–3, 6–2                               |
| 1980 | Tracy Austin (3)                       | Sherry Acker                           | 6–2, 7–5                               |
| 1981 | Tracy Austin (4)                       | Martina Navratilova                    | 4–6, 6–3, 6–4                          |
| 1982 | Martina Navratilova                    | Tracy Austin                           | 6–3, 6–3                               |
| 1983 | Martina Navratilova (2)                | Catherine Tanvier                      | 6–1, 6–2                               |
| 1984 | Catarina Lindqvist                     | Steffi Graf                            | 6–1, 6–4                               |
| 1985 | Pam Shriver                            | Catarina Lindqvist                     | 6–1, 7–5                               |
| 1986 | Martina Navratilova (3)                | Hana Mandlíková                        | 6–2, 6–3                               |
| 1987 | Martina Navratilova (4)                | Chris Evert                            | 7–5, 6–1                               |
| 1988 | Martina Navratilova (5)                | Chris Evert                            | 6–2, 6–3                               |
| 1989 | Gabriela Sabatini                      | Mary Joe Fernández                     | 7–6(7–5), 6–4                          |
| 1990 | Mary Joe Fernández                     | Barbara Paulus                         | 6–1, 6–3                               |
| 1991 | Anke Huber                             | Martina Navratilova                    | 2–6, 6–2, 7–6(7–4)                     |
| 1992 | Martina Navratilova (6)                | Gabriela Sabatini                      | 7–6(7–1), 6–3                          |
| 1993 | Mary Pierce                            | Natasha Zvereva                        | 6–3, 6–3                               |
| 1994 | Anke Huber (2)                         | Mary Pierce                            | 6–4, 6–2                               |
| 1995 | Iva Majoli                             | Gabriela Sabatini                      | 6–4, 7–6(7–4)                          |
| 1996 | Martina Hingis                         | Anke Huber                             | 6–2, 3–6, 6–3                          |
| 1997 | Martina Hingis (2)                     | Lisa Raymond                           | 6–4, 6–2                               |
| 1998 | Sandrine Testud                        | Lindsay Davenport                      | 7–5, 6–3                               |
| 1999 | Martina Hingis (3)                     | Mary Pierce                            | 6–4, 6–1                               |
| 2000 | Martina Hingis (4)                     | Kim Clijsters                          | 6–0, 6–3                               |
| 2001 | Lindsay Davenport                      | Justine Henin                          | 7–5, 6–4                               |
| 2002 | Kim Clijsters                          | Daniela Hantuchová                     | 4–6, 6–3, 6–4                          |
| 2003 | Kim Clijsters (2)                      | Justine Henin                          | 5–7, 6–4, 6–2                          |
| 2004 | Lindsay Davenport (2)                  | Amélie Mauresmo                        | 6–2, ret.                              |
| 2005 | Lindsay Davenport (3)                  | Amélie Mauresmo                        | 6–2, 6–4                               |
| 2006 | Nadia Petrova                          | Tatiana Golovin                        | 6–3, 7–6(7–4)                          |
| 2007 | Justine Henin                          | Tatiana Golovin                        | 2–6, 6–2, 6–1                          |
| 2008 | Jelena Janković                        | Nadia Petrova                          | 6–4, 6–3                               |
| 2009 | Svetlana Kuznetsova                    | Dinara Safina                          | 6–4, 6–3                               |
| 2010 | Justine Henin (2)                      | Samantha Stosur                        | 6–4, 2–6, 6–1                          |
| 2011 | Julia Görges                           | Caroline Wozniacki                     | 7–6(7–3), 6–3                          |
| 2012 | Maria Șarapova                         | Victoria Azarenka                      | 6–1, 6–4                               |
| 2013 | Maria Șarapova (2)                     | Li Na                                  | 6–4, 6–3                               |
| 2014 | Maria Șarapova (3)                     | Ana Ivanovic                           | 3–6, 6–4, 6–1                          |
| 2015 | Angelique Kerber                       | Caroline Wozniacki                     | 3–6, 6–1, 7–5                          |
| 2016 | Angelique Kerber (2)                   | Laura Siegemund                        | 6–4, 6–0                               |
| 2017 | Laura Siegemund                        | Kristina Mladenovic                    | 6–1, 2–6, 7–6(7–5)                     |
| 2018 | Karolína Plíšková                      | CoCo Vandeweghe                        | 7–6(7–2), 6–4                          |
| 2019 | Petra Kvitová                          | Anett Kontaveit                        | 6–3, 7–6(7–2)                          |
| 2020 | Anulat din cauza pandemiei de COVID-19 | Anulat din cauza pandemiei de COVID-19 | Anulat din cauza pandemiei de COVID-19 |
| 2021 | Ashleigh Barty                         | Arina Sabalenka                        | 3–6, 6–0, 6–3                          |
| 2022 | Iga Świątek                            | Arina Sabalenka                        | 6–2, 6–2                               |
| 2023 | Iga Świątek (2)                        | Arina Sabalenka                        | 6–3, 6–4                               |
| 2024 | Elena Rîbakina                         | Marta Kostiuk                          | 6–2, 6–2                               |
| 2025 | Jeļena Ostapenko                       | Arina Sabalenka                        | 6–4, 6–1                               |

### Dublu
| An   | Campioane                                  | Finaliste                                        | Scor                                   |
| ---- | ------------------------------------------ | ------------------------------------------------ | -------------------------------------- |
| 1978 | Tracy Austin Betty Stöve                   | Mima Jaušovec Virginia Ruzici                    | 6–3, 6–3                               |
| 1979 | Billie Jean King Martina Navratilova       | Betty Stöve Wendy Turnbull                       | 6–3, 6–3                               |
| 1980 | Hana Mandlíková Betty Stöve (2)            | Kathy Jordan Anne Smith                          | 6–4, 7–5                               |
| 1981 | Mima Jaušovec Martina Navratilova (2)      | Barbara Potter Anne Smith                        | 6–4, 6–1                               |
| 1982 | Martina Navratilova (3) Pam Shriver        | Candy Reynolds Anne Smith                        | 6–2, 6–3                               |
| 1983 | Martina Navratilova (4) Candy Reynolds     | Virginia Ruzici Catherine Tanvier                | 6–2, 6–1                               |
| 1984 | Claudia Kohde Kilsch Helena Suková         | Bettina Bunge Eva Pfaff                          | 6–2, 4–6, 6–3                          |
| 1985 | Hana Mandlíková Pam Shriver (2)            | Carina Karlsson Tine Scheuer-Larsen              | 6–2, 6–1                               |
| 1986 | Martina Navratilova (5) Pam Shriver (3)    | Zina Garrison Gabriela Sabatini                  | 7–6(7–5), 6–4                          |
| 1987 | Martina Navratilova (6) Pam Shriver (4)    | Zina Garrison Lori McNeil                        | 6–1, 6–2                               |
| 1988 | Martina Navratilova (7) Iwona Kuczyńska    | Elna Reinach Raffaella Reggi                     | 6–1, 6–4                               |
| 1989 | Gigi Fernández Robin White                 | Elna Reinach Raffaella Reggi                     | 6–4, 7–6(7–2)                          |
| 1990 | Mary Joe Fernández Zina Garrison           | Mercedes Paz Arantxa Sánchez Vicario             | 7–5, 6–3                               |
| 1991 | Martina Navratilova (8) Jana Novotná       | Pam Shriver Natalia Zvereva                      | 6–2, 5–7, 6–4                          |
| 1992 | Arantxa Sánchez Vicario Helena Suková (2)  | Pam Shriver Natalia Zvereva                      | 6–4, 7–5                               |
| 1993 | Gigi Fernández (2) Natalia Zvereva         | Patty Fendick Martina Navratilova                | 7–6(8–6), 6–4                          |
| 1994 | Gigi Fernández (3) Natalia Zvereva (2)     | Manon Bollegraf Larisa Savchenko Neiland         | 7–6(7–5), 6–4                          |
| 1995 | Gigi Fernández (4) Natalia Zvereva (3)     | Meredith McGrath Larisa Savchenko Neiland        | 5–7, 6–1, 6–4                          |
| 1996 | Nicole Arendt Jana Novotná (2)             | Martina Hingis Helena Suková                     | 6–2, 6–3                               |
| 1997 | Martina Hingis Arantxa Sánchez Vicario (2) | Lindsay Davenport Jana Novotná                   | 7–6(7–4), 3–6, 7–6(7–3)                |
| 1998 | Lindsay Davenport Natasha Zvereva (4)      | Anna Kournikova Arantxa Sánchez Vicario          | 6–4, 6–2                               |
| 1999 | Chanda Rubin Sandrine Testud               | Larisa Savchenko Neiland Arantxa Sánchez Vicario | 6–3, 6–4                               |
| 2000 | Martina Hingis (2) Anna Kournikova         | Arantxa Sánchez Vicario Barbara Schett           | 6–4, 6–2                               |
| 2001 | Lindsay Davenport (2) Lisa Raymond         | Justine Henin Meghann Shaughnessy                | 6–4, 6–7(4–7), 7–5                     |
| 2002 | Lindsay Davenport (3) Lisa Raymond (2)     | Meghann Shaughnessy Paola Suárez                 | 6–2, 6–4                               |
| 2003 | Lisa Raymond (3) Rennae Stubbs             | Cara Black Martina Navratilova                   | 6–2, 6–4                               |
| 2004 | Cara Black Rennae Stubbs (2)               | Anna-Lena Grönefeld Julia Schruff                | 6–3, 6–2                               |
| 2005 | Daniela Hantuchová Anastasia Myskina       | Květa Hrdličková Peschke Francesca Schiavone     | 6–0, 3–6, 7–5                          |
| 2006 | Lisa Raymond (4) Samantha Stosur           | Cara Black Rennae Stubbs                         | 6–3, 6–4                               |
| 2007 | Květa Peschke Rennae Stubbs (3)            | Chan Yung-jan Dinara Safina                      | 6–7(5–7), 7–6(7–4), [10–2]             |
| 2008 | Anna-Lena Grönefeld Patty Schnyder         | Květa Peschke Rennae Stubbs                      | 6–2, 6–4                               |
| 2009 | Bethanie Mattek-Sands Nadia Petrova        | Gisela Dulko Flavia Pennetta                     | 5–7, 6–3, [10–7]                       |
| 2010 | Gisela Dulko Flavia Pennetta               | Květa Peschke Katarina Srebotnik                 | 3–6, 7–6(7–3), [10–5]                  |
| 2011 | Sabine Lisicki Samantha Stosur (2)         | Kristina Barrois Jasmin Wöhr                     | 6–1, 7–6(7–5)                          |
| 2012 | Iveta Benešová Barbora Záhlavová-Strýcová  | Julia Görges Anna-Lena Grönefeld                 | 6–4, 7–5                               |
| 2013 | Mona Barthel Sabine Lisicki (2)            | Bethanie Mattek-Sands Sania Mirza                | 6–4, 7–5                               |
| 2014 | Sara Errani Roberta Vinci                  | Cara Black Sania Mirza                           | 6–2, 6–3                               |
| 2015 | Bethanie Mattek-Sands (2) Lucie Šafářová   | Caroline Garcia Katarina Srebotnik               | 6–4, 6–3                               |
| 2016 | Caroline Garcia Kristina Mladenovic        | Martina Hingis Sania Mirza                       | 2–6, 6–1, [10–6]                       |
| 2017 | Raquel Atawo Jeļena Ostapenko              | Abigail Spears Katarina Srebotnik                | 6–4, 6–4                               |
| 2018 | Raquel Atawo (2) Anna-Lena Grönefeld (2)   | Nicole Melichar Květa Peschke                    | 6–4, 6–7(5–7), [10–5]                  |
| 2019 | Mona Barthel (2) Anna-Lena Friedsam        | Anastasia Pavliucenkova Lucie Šafářová           | 2–6, 6–3, [10–6]                       |
| 2020 | Anulat din cauza pandemiei de COVID-19     | Anulat din cauza pandemiei de COVID-19           | Anulat din cauza pandemiei de COVID-19 |
| 2021 | Ashleigh Barty Jennifer Brady              | Desirae Krawczyk Bethanie Mattek-Sands           | 6–4, 5–7, [10–5]                       |
| 2022 | Desirae Krawczyk Demi Schuurs              | Coco Gauff Zhang Shuai                           | 6–3, 6–4                               |
| 2023 | Desirae Krawczyk (2) Demi Schuurs (2)      | Nicole Melichar-Martinez Giuliana Olmos          | 6–4, 6–1                               |
| 2024 | Chan Hao-ching Veronika Kudermetova        | Ulrikke Eikeri Ingrid Neel                       | 4–6, 6–3, [10–2]                       |
| 2025 | Gabriela Dabrowski Erin Routliffe          | Ekaterina Alexandrova Zhang Shuai                | 6–3, 6–3                               |

## Galerie

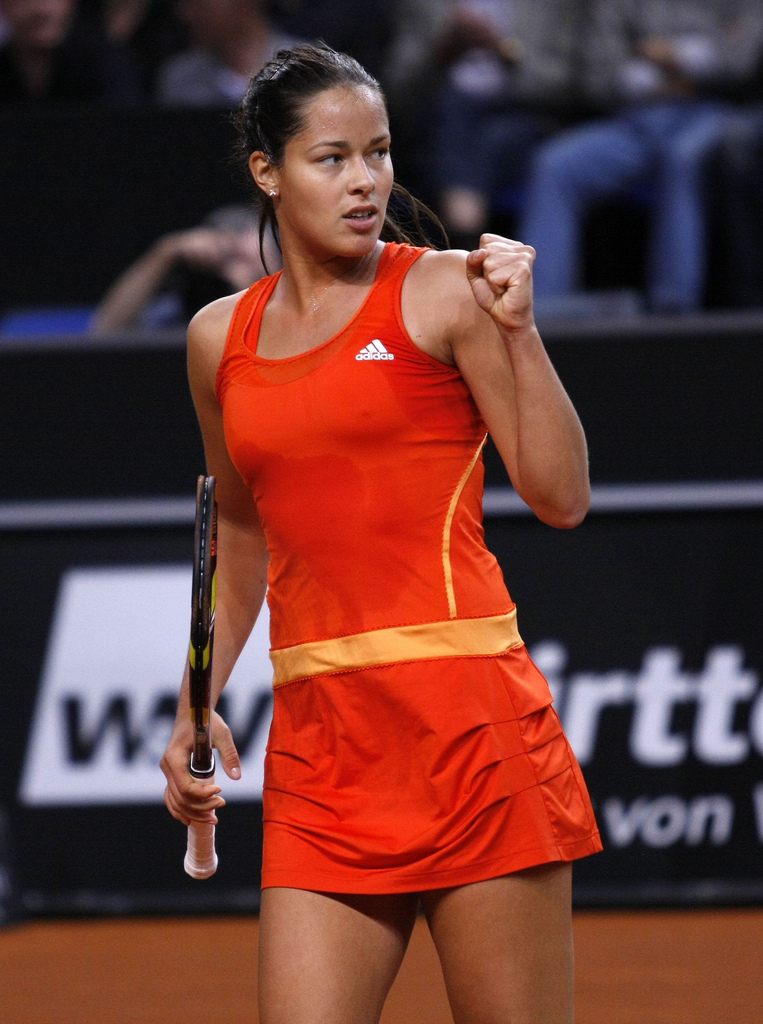
Ana Ivanović a jucat finala din 2014
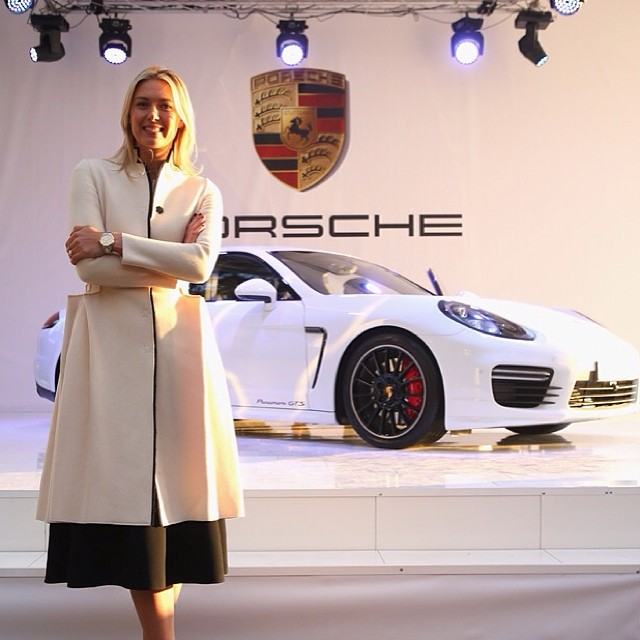
Maria Șarapova, câștigătoare a trei titluri la simplu
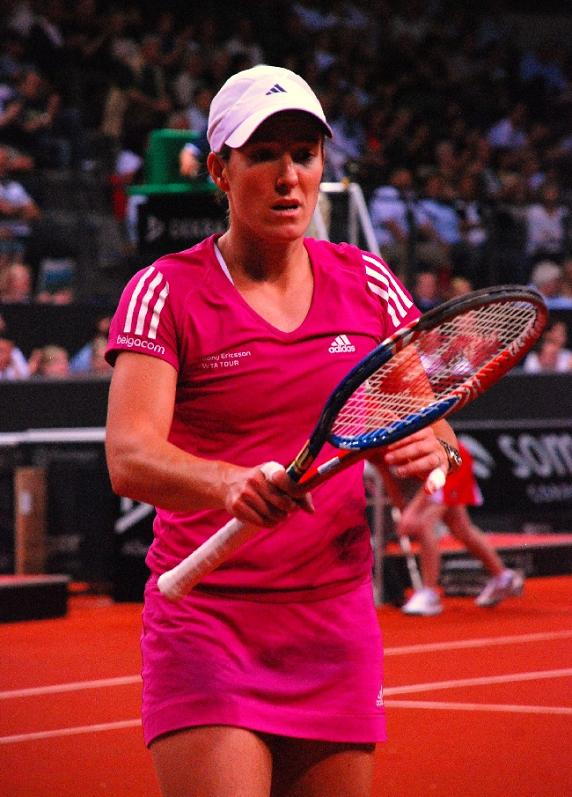
Justine Henin în 2010 la Stuttgart Open